# 劉少奇
劉 少奇（りゅう しょうき、リウ・シャオチー、刘少奇、1898年11月24日 - 1969年11月12日）は、中華人民共和国の政治家。凱豊や胡服などといった別名も使用した。 
第2代中華人民共和国主席（国家主席）などを務め、中国共産党での序列は毛沢東党主席に次ぐ第2位であったが、文化大革命の中で失脚、非業の死を遂げた。

## 生涯

### 共産党入党
1898年に湖南省の寧郷県で生まれる（劉少奇故居を参照。毛沢東の出身地である韶山とは20km程度の距離で、毛沢東とは広い中国の中では「同郷」といって差し支えないほど出身地が近い）。1913年に長沙に行き鉅省中学に入学。1920年に湖南省の中国社会主義青年団（後の中国共産主義青年団）に入団。1921年にソビエト連邦に入国し、モスクワの東方勤労者共産大学で学ぶ。同年、中国共産党に入党。1922年にはコミンテルンが主催した極東諸民族大会に参加。同年に帰国後、江西省の安源炭鉱のストライキを李立三らとともに指揮して闘争を成功させ、その後も主に労働運動で活躍した。1927年に党の中央委員に選出される。

### 中華人民共和国建国まで
第一次国共合作の崩壊後は中国国民党支配地域（白区）を中心とした様々な地下活動に従事。1934年10月より長征に参加し、遵義会議では毛沢東を支持した。1935年の十二・九運動の発生を受けて党中央より華北に派遣される。1936年には党の北方局書記となり、1937年の盧溝橋事件を起こす工作活動を指揮し、華北地区での抗日運動を指導した。1941年の皖南事変後、壊滅状態となった新四軍の政治委員となり、軍の再建と華中地区の根拠地拡大に務めた。この間、党員の規律や指導についての著書『共産党員の修養を論ず』を執筆し、同書は劉の主著として広く党内で読まれた（戦後の日本の左翼運動でもテキストに使われた）。
1943年、延安に戻り党中央書記処（現在の中央政治局常務委員会）の書記に就任。整風運動にも従事する。1945年4月から6月にかけて開催された第7回全国代表大会（党大会）では「党規約の改正についての報告」を発表し、この中で「毛沢東思想」という言葉を初めて公式の文書に使用している。また、この大会後、第7期党中央委員会第1回全体会議（第7期1中全会）で党内序列2位の中央委員・中央政治局委員・中央書記処書記に選出された。第二次世界大戦、および日中戦争の日本の敗戦後に行われた重慶での蔣介石との会議に毛沢東が赴いた際には、延安で党主席の代理を務めている。建国直前の1949年7月には、党中央代表団を率いて秘密裏にソ連を訪れ、スターリンと会談した。その主要目的は、中ソ両党間の意思疎通・関係正常化と、新中国の国づくりの基本方針の説明とその了解を求めること、とされる。

### 国家主席就任
中国国民党との国共内戦を経て1949年に中華人民共和国が建国されると、中央人民政府副主席や人民革命軍事委員会副主席、全国人民代表大会常務委員会委員長を歴任した。1956年9月、第8回党大会で政治報告を担当し、続く第8期1中全会で中央政治局常務委員に選出され、中央委員会副主席の筆頭に位置づけられた。1958年より毛沢東の指示で実施された大躍進政策が失敗に終わると、1959年に毛沢東に代わって国家主席に就任する。毛沢東は中国共産党中央委員会主席と中央軍事委員会主席にはとどまり、党内序列も毛が1位、劉が2位であったが、国政の最高責任者についたことで形式的には毛を越える地位となった。この年には廬山会議において国防部長の彭徳懐が大躍進政策を批判する上申書を提出、毛がこれを反革命と非難して彭は解任されたが、劉はこの解任決議に同意している。しかし、その後に故郷を視察した際、その疲弊ぶりに衝撃を受けた。

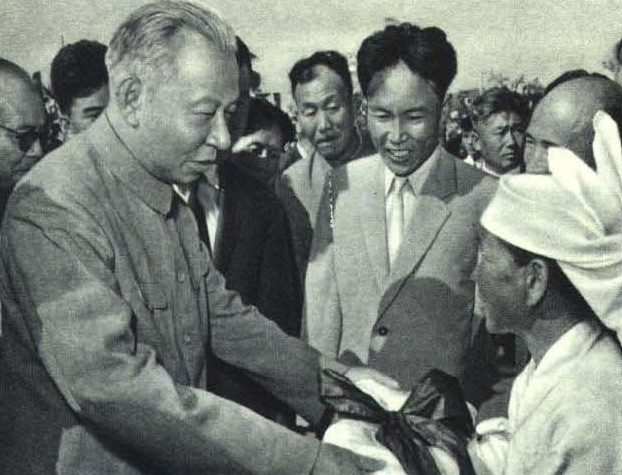
北朝鮮を訪問する劉少奇（1963年）

1962年の七千人大会（党中央の拡大工作会議）において、劉少奇は「今回の大災害（中華人民共和国大飢饉）は天災が三分、人災が七分であった」と党中央の責任を自ら認めた。この大会では出席者からの批判に毛沢東も「社会主義の経験が不足していた」と自己批判を余儀なくされ、これ以降政務の一線を退いた。
劉はこのあと、党総書記の鄧小平とともに市場主義を取り入れた経済調整政策を実施し、大躍進政策で疲弊した経済の回復に努めた。こうした政策を毛沢東が「矯正しすぎて右翼日和見の誤りを犯している」という理由から「何を焦っているのか。足下が崩れかかっておるんだぞ。どうして支えようとしないのかね。わたしが死んだらどうするつもりだ！」と批判したのに対して、劉が「飢えた人間同士がお互いに食らい合っているんです。歴史に記録されますぞ」と答えたエピソードを夫人の王光美が記している
。すでに党中央に強い基盤を持っていた劉は、それゆえに毛沢東にとって厄介な存在であった。
この時期、国際的にはソビエト連邦との間で路線の対立が決定的となった。インドネシアなど周辺の非同盟諸国との結束を固めるため、劉は何度かこれらの国々を訪問している。

### 失脚

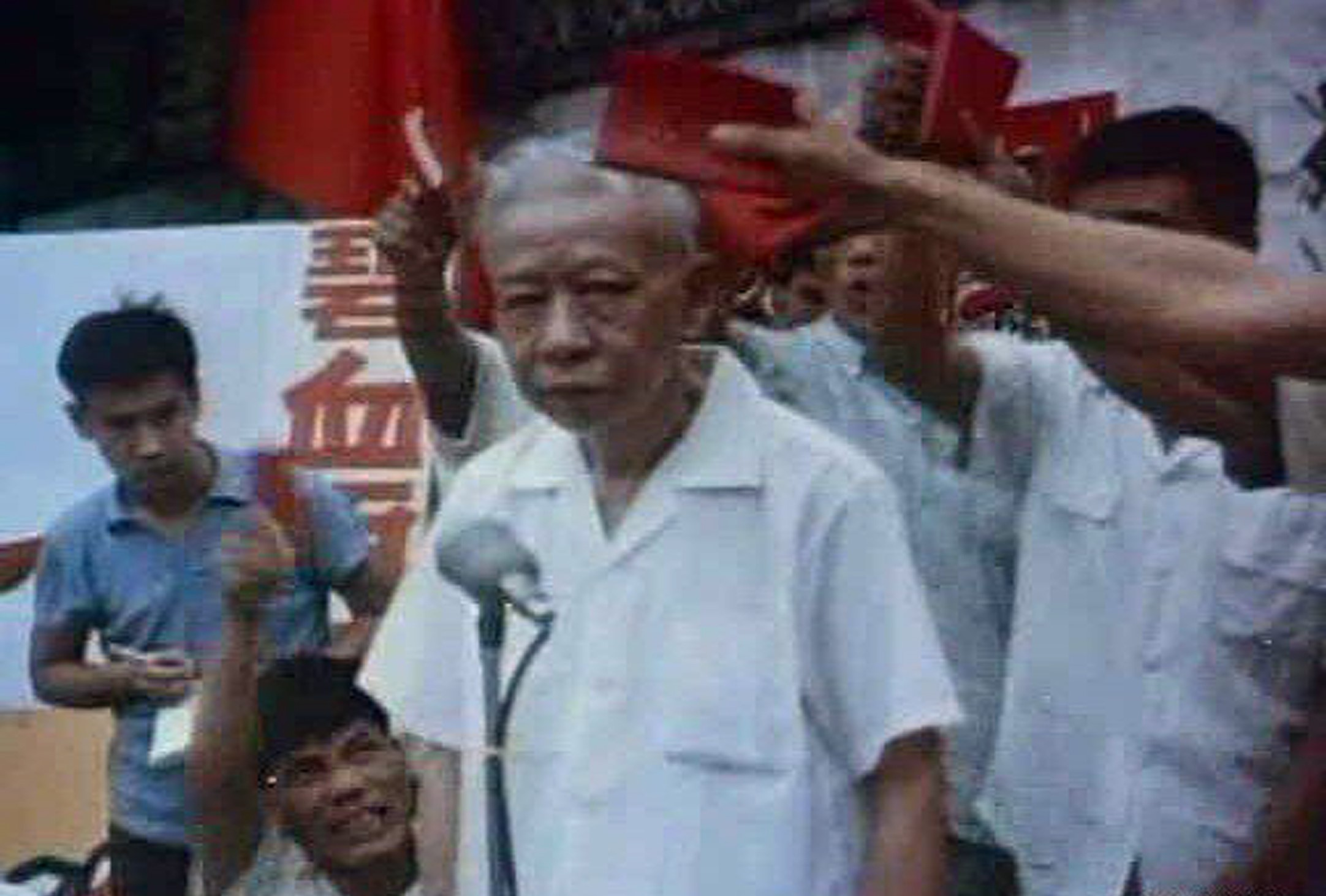
糾弾を受ける劉少奇（1967年）

大躍進政策の失敗で影響力を喪失しつつあった毛沢東は、文化大革命を発動して権力の奪回を図った。劉少奇は鄧小平とともに「資本主義の道を歩む実権派」の中心とされ、毛によって打倒の標的とされた。1966年8月の第8期11中全会において、毛は「司令部を砲撃せよ」と題する、実権派の党幹部打倒を指示する論文を配布した。名指しこそされなかったが、参会者はこの「司令部」は劉少奇を示すものと察知した。同会議では党中央政治局および中央政治局常務委員会の改選が行われ、劉は政治局常務委員に残留したものの、副主席の任は解かれ、党内の序列も従来の第2位から第8位に下げられた。しかしこの段階では、劉はまだ自らが打倒される標的だと気づいていなかった。同年10月の中央工作会議で名指しの批判を受けると、これに対して劉は自己批判をおこなった。この自己批判書は事前に毛に提出され、毛は「よく書けている」と評価したものの、その評価を隠されたままリークされ、それがさらなる批判の材料にされた。また、会議ではこの自己批判は承認されなかった。1966年末には劉を名指しで批判する大字報が北京市内に貼られた。
1967年に入ると党の内外から公然と劉を批判する文書が出回り始め、「実権派（資本主義に走ったという批判を込めて走資派とも呼ばれる）の最高指導者」として徹底的な非難にさらされる。劉も自らの置かれた立場に気づき、1月に毛沢東と会って「すべての国家と党の役職から辞任し、国の混乱を終わらせ、農業をして暮らしたい」という意向を伝えた。これに対して毛沢東は明確な返答を示さなかった。同じ月に、中南海の造反（文革）派が劉の自宅の執務室に乱入するようになる。劉は造反派に屈することはなく、論戦を吹っかけてきた彼らに対しその論理の矛盾をついて黙らせるなどしたが、造反派はその後執務室の電話線を切断した。これにより、劉は外部との連絡を絶たれてしまう。ある日、毛派に指示された紅衛兵が劉の自宅に乱入し、劉とその家族に暴行を加えたとき、劉は中華人民共和国憲法を手にして「私はこの憲法に書いてある国家主席だ。あなたたちは今、国を侮辱している」と叫んだが、リンチから逃れることはできなかった。
1967年4月1日、中央文化革命小組の戚本禹が共産党の理論誌『紅旗』1966年第5期号に発表した評論「愛国主義か売国主義か? - 歴史映画『清宮秘史』を評す」が、『人民日報』に掲載された。この評論では劉を「中国のフルシチョフ」とそれとわかるかたちで非難した。劉に対する攻撃は激化し、大衆の前での批判大会に連れ出され、夫人とともに何度も執拗な吊し上げを受けた。同年7月18日には、中南海の自宅が造反派に襲撃される。表に連れ出された劉は、造反派の批判大会で2時間余りにわたって暴行を受け、批判を浴びた（この批判大会は戚本禹が主催したものであった）。7月18日の批判大会の後、夫人とは別の部屋に隔離され、事実上幽閉された状態になった。9月には夫人が逮捕され、子供も自宅から追い出されて、劉一人が自宅に取り残された。
この頃、劉が国民党との闘争期に逮捕されながら法廷闘争で出獄したことや抗日戦争の時期に指揮した「偽装転向による党員の釈放」（六十一人叛徒集団事件）などがスパイ行為であるという罪状がでっち上げられた。これらに基づき、1968年10月に開催された第8期拡大12中全会において、劉を「党内に潜んでいた敵の回し者、裏切り者、労働貴族」として永久に中国共産党から除名し、党内外の一切の職務を解任する処分が決議され、劉は失脚した。

### 最期
自宅監禁状態であった劉は病の床に就くが、散髪、入浴ともに許されず、警備員からも執拗な暴行や暴言を受けた。劉の部屋には劉を非難するスローガンを記した紙が壁中に貼り付けられた。治療する医師からは、病状の回復のためにはがす提案もされたが受け入れられなかった。上記の党からの除名は劉の誕生日にラジオで放送され、劉はそれを聞くことを強要された。それ以降、劉は言葉を発しなくなった。過去の病歴のため劉はいくつかの薬を常用していたが、それも取り上げられた。多くの歯は抜け落ち、食事や服を着るのにも非常に長い時間がかかった。1968年夏に高熱を発した後はベッドに横たわる状態となったが、身のまわりの世話をする者はなく、衣服の取替えや排泄物の処理などもされない状態であった。
1969年10月17日、河南省開封市に移送。寝台にしばりつけられて身動きができぬまま、暖房もないコンクリートむき出しの倉庫部屋に幽閉された。受け持った地元の医師が求めた高度な治療に対し、上部機関は「ありふれた肺炎治療薬」のみを投与するよう指示した。限られた治療の中で病状は悪化し、11月12日に没した。享年70。白布で全身を包まれた遺体は、開封の火葬場にて「劇症伝染病患者」という扱いで、死の約2日後の深夜に火葬に付された。遺骨は火葬場の納骨堂に保管され、その保管証には死亡者氏名「劉衛黄」（この名前は劉少奇の幼名だったという）と記されていた。劉の死は当初は高級幹部以外の国民や国外にはほぼ秘匿され、外部からは生死不明の状態が続いた。その間、生存説が海外のメディアで報じられたこともあった。

### 名誉回復
毛沢東の死後、鄧小平が実権を掌握していた1980年2月、第11期5中全会において除名処分が取り消され、名誉回復を果たした。劉が1969年に開封で病死していた事実はこのとき初めて内外に広く知られることになった。四人組逮捕後になされた文革期の迫害者に対する名誉回復としては遅い部類に属する。かつてきわめて激しい断罪とともになされた党からの永久追放・除名処分の取り消しには時間を要したためである。
同年5月に追悼大会が開催された。この席で鄧小平は追悼の辞を述べたが、その中には「劉少奇同志も活動において若干の欠点と誤りがあった」という一節が含まれ、その真意が議論を呼んだ。しかし、詳しい説明はなされなかった。この追悼大会後、遺言（1967年4月、夫人の王光美が批判大会に連行される前日に家族に伝えた）に従い、王光美らによって遺骨は中国海軍の艦艇から海に散骨された。

## 家族
劉少奇は生涯に（形式的なものを含め）6度の結婚をした。やはり生涯に4度の結婚をした毛沢東とは、奇しくも符合する点がある。最初の妻が親に決められた形式的なものであったこと、2人目（実質的には最初）の妻を国民党との闘争で失ったこと、最後の結婚が延安時代で相手と約20歳の差があったことなどである。
最初の妻は、劉少奇の故郷の隣村の周という娘（名は不明）で、見合い結婚だった。子供はいなかった。
2番目の妻は1922年に結婚した何葆貞（何宝珍）で、息子の劉允斌、劉允若と娘の劉愛琴の3人の子供がいる。国民党に逮捕され、1934年に南京の刑務所で死亡した。劉允斌は、ソ連留学中に現地の女性と結婚し、男児（アレクセイ・フェドートフ）、（Алексей Климович Федотов、中国名 劉維寧）をもうけた。劉允斌は帰国して核兵器の開発に関わったが、1967年の父の失脚に伴い迫害を受け、同年11月21日に鉄道線路に身を伏せて自殺した。妻子は一旦中国に渡ったものの、中国での生活に馴染めず離婚し、ソ連に戻った。アレクセイはソ連軍の軍人となった。アレクセイの娘（劉少奇の曾孫）であるマルガリータ・フェドートワ（Маргарита Алексеевна Федотова）は劉麗達という中国名を持ち、2016年現在は中ロ両国の交流に携わっている。
3番目の妻の謝飛は海南省文昌の漁師の娘であり、劉少奇とともに北伐に参加した。子供はいなかった。
4番目の妻の王前は新四軍の看護師だった。息子の劉雲鎮と娘の劉涛がいた。王前は大人になった自分の娘をそそのかして劉少奇を批判させた。
5番目の妻の王建は、朱徳夫妻から紹介された。王建の健康上の理由で、結婚生活は数日しか続かず、子供はいなかった。劉少奇は王建を中国東北部に送って療養させた。
6番目の妻の王光美とは1948年に結婚し、2人の間には、長女劉平平（王晴）、長男劉源、次女劉亭、三女劉瀟瀟の4人の子供がいた。最後の妻となった王光美とは円満な家庭を築き、この点に関しては毛沢東が「生活秘書」である複数の若い女性の世話を受け、妻の江青との家族的生活のない状態に陥ったこととは対照的であった。劉と王は以前の妻との間の子女とも分け隔てなく接し、家族と団欒を楽しむ劉の写真が複数残されている。しかし、文革期に前妻との間の娘が、江青らの一派にそそのかされ父親を批判する文書を発表し、劉はそれにいたく憤慨したという。1967年8月5日、天安門広場で開かれた劉と王の批判大会で夫妻は紅衛兵から暴行を加えられたが、わずかな合間に手を握って目を合わせ、それが二人の別離になった。
また、家族での食事中に子女（劉源とその姉）が「食後に紅衛兵による『遠征』（「反革命分子」に対する家宅侵入や略奪、破壊などの行為）に行く」と話したところ、本棚から中華人民共和国憲法を引き出して、「四旧」（古い文化とされた物品や事象）の破壊はかまわないが家宅侵入や窃盗、暴行は許されない、自分は国家主席だから国の法を守る義務があると諭した上で、「私にはお前たちを止めることはできない。だが、私はお前たちに本当のことを言う義務があるし、お前たちの行動は私の責任でもあるのだ」と述べ、それ以後子女は「遠征」に参加しなくなった。
王光美との間の男子である劉源は、中国共産党中央委員、中国人民解放軍上将、中国人民解放軍総後勤部政治委員となった後、2015年に退役した。

## 文革前後の劉少奇
批判の渦中にあった1967年1月、憔悴しきった劉少奇は毛沢東に面会し、辞職して隠遁したいと申し出た。毛は終始同情的な態度で接し、ゆっくり休んで自身を再教育せよ。ヘーゲルともう一人の本を読んではどうかと答えた。その直後、毛は劉が迫害されている報を受けたが、黙殺した。さらに、劉が最悪の環境の中で病に倒れると「政治的に一線を画すとも、生活水準を下げてはならぬ。」と厳命し、寛大さを示して自身が迫害に関係していないポーズをとろうとした。　　
幽閉中の劉は病気となり、家族に会うことも叶わず、手足も不自由となり着替えや食堂に移動するのにも1時間近くかかるほど衰弱していた。それにも関わらず、監視する兵士は助けようとしなかった。やがて劉は危篤に陥ったが、党中央は迅速に対応して治療を行ったため、一命を取り留めた。だがそれは、生きているうちに劉少奇を党から除名して、恥辱を与えよという江青の指示によるものであった。

## その他
2016年2月、NHKの海外放送でNHKスペシャル「新・映像の世紀」が放映されたが、中国国内では劉少奇が映った場面などで突然と画面が真っ暗になり音声も聞こえなくなるなど番組が断続的に中断される事象が発生した。

## 劉少奇を扱った作品
- 八九点鐘的太陽（英：Morning Sun）：2003年のドキュメンタリー映画。
- 共産党員　劉少奇（中国語版）：2019年から中国中央電視台で放送されたドラマ。全46回。趙波（中国語版）が劉少奇を演じた。